# Białostocki Okręg Etapowy
Białostocki Okręg Etapowy – okręg etapowy Wojska Polskiego II Rzeczypospolitej.

## Formowanie i zmiany organizacyjne
Białostocki Okręg Etapowy powołano w 1919. Stanowił on zaplecze Frontu Litewsko-Białoruskiego. Obsługiwał Grupę gen. Wacława Iwaszkiewicza. W końcu maja 1919 Dowództwo Okręgu Etapowego Białystok zostało przeniesione do Wołkowyska i przemianowane na Dowództwo Okręgu Etapowego Wołkowysk.
Na terenie powiatu grodzieńskiego obszar twierdzy był na prawach obszaru ściśle operacyjnego i podlegał pod względem administracji wojskowej i służby bezpieczeństwa dowódcy twierdzy gen. Wojciechowi Falewiczowi. Zakres działania DOE teoretycznie był obszerny, lecz przy braku personelu, środków łączności i lokomocji mógłbyć tylko w bardzo skromnych rozmiarach urzeczywistniony. Wobec braku wojsk etapowych Naczelne Dowództwo użyło do tej służby batalionów Milicji Ludowej, oddanych mu do dyspozycji przez ministra spraw wewnętrznych.
| Organizacja DOE Białystok w 1919       | Organizacja DOE Białystok w 1919      |
| wg Odziemkowskiego                     | wg Rostworowskiego                    |
| -------------------------------------- | ------------------------------------- |
| Dowództwo Okręgu Etapowego Białystok   | Dowództwo Okręgu Etapowego Białystok  |
| powiat etapowy „Białystok”             | Dowództwo Powiatu Etapowego Białystok |
| powiat etapowy „Sokółka”               | Dowództwo Powiatu Etapowego Sokółka   |
| powiat etapowy „Grodno”                | Dowództwo Powiatu Etapowego Grodno    |
| powiat etapowy „Wołkowysk”             | Dowództwo Powiatu Etapowego Wołkowysk |
| powiat etapowy „Słonim”                | Dowództwo Powiatu Etapowego Słonim    |
|                                        | Dowództwo Powiatu Etapowego Bielsk    |
| Dowództwo Powiatu Etapowego Lida       |                                       |
| Dowództwo Powiatu Etapowego Nowogródek |                                       |
| Dowództwo Powiatu Etapowego Troki      |                                       |
| Dowództwo Miasta Wilna                 |                                       |

## Dowódcy okręgu etapowego
- gen. ppor. Wincenty Odyniec (do 3 VI 1919[3])
- płk Apoloniusz Wysocki (3 – 24 VI 1919[3][4])